# Anna Lentsch
Anna Lentsch (Montzen, Bèlgica, 8 de novembre de 1943) és una pintora, escultora i gravadora espanyola d'origen alemany.

## Carrera artística
De formació autodidacta, la seva obra és extremadament significativa dins de l'alternativa de l'Art Contemporani, per la seva fidelitat en la recerca tècnica, llenguatge pictòric i compromís amb la societat del seu temps. Lentsch és la creadora i màxima exponent de l'Oli Shmatting, una valenta aportació en l'art d'avantguarda dels últims anys. A causa del complex procés al qual sotmet els seus llenços, les seves obres aporten una textura gairebé escultòrica, fàcilment recognoscible pels matisos i relleus així com per les contínues capes de color que insereix sobre els llenços i sobre els que finalment realitza buidatges.
Cerca la renovació constant i per això no es tanca en una sola temàtica o estil concret. En aquest sentit, es podria dir que es tracta d'una artista inetequitable, ja que la seva extensa obra ha passat per diferents moviments pictòrics fins que el 1991 va trobar la seva tècnica pròpia. Des de 1955 al 1963 va fer una pintura dins del llenguatge expressionista; entre 1970 i 1988 va presentar treballs propers al Realisme màgic, gènere del qual ha manifestat que admira a Rembrandt, Goya, Modigliani i James Ensor.
La seva trajectòria pictòrica va començar als 15 anys, quan va guanyar el primer concurs de pintura a la ciutat de Dülken (Alemanya), amb una obra molt inspirada en les obres de Dürer i Gaugin. Fruit de l'escola centreeuropea, on l'acidesa era condició insubstituïble en la plàstica, Lentsch va deixar la dialèctica flamenca o germànica per a connectar i transmetre la seva visió des de la ironia o el dramatisme més profund. Va presentar les seves obres per sèries pictòriques que diferia per anys, temàtiques i lectura, preservant en totes elles una mordaç crítica social. Igualment recuperava sèries passades per a enllaçar-les amb les seves últimes creacions. Misteri, mística, música, literatura i vivències passades, formen part de l'obra de Lentsch. La seva vida va transcórrer a Alemanya Dülken, fins que el 1963 va deixar el seu país d'origen per a traslladar-se a Barcelona i va obtenir la nacionalitat espanyola. El sentiment religiós jueu ha caracteritzant la seva trajectòria artística.

## Exposicions
Ana Lentsch ha exposat arreu del món al llarg de la seva trajectòria, ja sigui a Catalunya, com a l'Estat espanyol i un bon nombre de països europeus com Alemanya, Àustria, Bèlgica, França, Regne Unit o Suïssa. Igualment, ha presentat la seva obra a Israel i els Estats Units, especialment en espais i centres lligats a la cultura jueva.
- 2009- Torre d'Ariz, Basauri, Biscaia.
- 2008- Grans mestres de l'Art Contemporani Espanyol, Galeria Siena, Bilbao
- 2007- Homo Libris, Liber Est, Universitat Jaume I, Castelló
- 2006- Homenatge a Camille Saint-Saëns, Fons Internacional de Pintura, Barcelona
  - -Homo Libris, Liber Est Universitat de Salamanca
  - El Carnestoltes dels Animals Gothsland Galeria d'Art, Barcelona
- 2005- Col·lecció" Espai 28 Mataró, Barcelona.
  - Cendres sobre Senderes Milenários Temple Romà de Vic, Barcelona
  - Cendres sobre Senderes Milenários Tinglado1, Port de Tarragona
- 2004- Retrospectiva 1955-2004 Casa Elizalde, Barcelona
  - Sefarad un somni...Museu David Melul, Béjar, Salamanca
  - Europa Raptada"C.C. Amics de les Arts de Terrassa
  - Darby Louise Walter Towers Gallery, Chicago, els EUA
- 2003- Galeria Gal·la, Chicago, USA
- 2002- Im Eskaheh Yerushalayim C.Bonastruc Ça Porta, Girona
  - El Carnestoltes dels Animals, Llibreria Blanquerna, Madrid
- 2001- Return Again Janice Charach Epstein Gallery, Detroit, USA
  - Venloerstrasse 54 Galeria Trama, Barcelona
  - Shema Kolí Olam Espai Agustí Massana, Barcelona
  - La Galeria, Sant Cugat del Vallés, Barcelona

1999- Galeria Prisma, Viena, Àustria
1998- Galeria Dima, París
- L´Estro Harmònic Galeria Trama, Barcelona

1997- Galeria d'Art Brok, Barcelona
- Dibuix, Pintura i Escultura, C.Cultural Caixa de Terrassa

1996- Simfonia Balcànica Casa de Cultura de St.Cugat Vallés, Barcelona
- Museu Sefardita de Toledo, Dep.Cultura, Toledo
- Naufragi en Ararat Galeria d'Art Eude, Barcelona
- Galeria Dima, Graz
- Galeria Prisma, Viena
- Fundació Caixa de Terrassa, Barcelona
- Le Hayim Sarajevo, C. Cívic La Sedeta, Barcelona

1995- Els Últims 35 anys Fundació Caja Madrid, Barcelona
- Simfonia Balcànica 93-95 Museu Enric Monjo, Vilasar de Mar
- Simfonia Balcànica 93-95 Museu d'Història de Sant Feliu de Guíxols

## Obra en museus i col·leccions
L'obra d'Ana Lentsch està presents a museus i col·leccions de tot el món, especialment en centres jueus. A casa nostra, conserven obra seva el Museu Nacional d'Art de Catalunya, el Museu d'Història de Sant Feliu de Guíxols, la Diputació de Barcelona, o la Fundació Caixa Catalunya, entre d'altres.
Diverses col·leccions públiques donen testimoni de la seva obra a Barcelona, Castelló, Toledo, Madrid, Manresa, Girona, Sant Feliu de Guíxols, Bilbao, París, Brussel·les, Detroit o Denver, entre altres ciutats.
- Museu Ebraico di Venezia, Itàlia
- Departament de Belles arts, Biblioteca Nacional de España, Madrid
- Universitat de Salamanca
- Rohnerhaus Kunstmuseum, Lauterach, Àustria
- Museu David Melúl, Béjar
- Autoritat Portuària de Tarragona
- Fundació Centre Cultural Caixa de Terrassa
- Patronat Municipal Call de Girona
- Temple Emanuel, Denver, CO, USA
- Museu Sefardita de Toledo[4]
- Museu Comarcal de Manresa, Barcelona
- Fundació Obra Social Caja Madrid, Madrid
- Fundació Banco Central Hispano, Madrid
- Museu d'Història de Sant Feliu de Guíxols
- Temple Kol Amí, West Bloomfield, EL MEU, USA
- Fundació Fútbol Club Barcelona
- Museu Jueu de Bèlgica, Brussel·les
- Ajuntament de Sant Cugat del Vallès
- Ajuntament de Sant Feliu de Guíxols
- Fundació Caixa Catalunya, Barcelona
- Herlizya Museum, Israel
- Col·lecció Testimoniatge 96-97, Caixa d'Estalvis i Pensions de Barcelona
- Fundació Creu Roja Espanyola, Barcelona
- Museu Rafael Zabaleta, Quesada
- Diputació de Barcelona
- Museu d'Art Contemporani de Vilafamés, Castelló[5]
- Salon des Nations, París
- Museu Nacional d'Art de Catalunya, Barcelona[6]

## L'Shmatting
La tècnica Shmatting és creació original i genuïnament pròpia de l'artista Ana Lentsch. El nom es deu al crític d'art Israelià Mordechai Omer, ja que Shmatting prové del vocable Yidish, Shmatte, que significa drap. Aquesta tècnica consisteix a preparar un llenç verge de la millor qualitat i sense cola, aplicant després una emulsió blanca acrílica. Una vegada coberta la tela ja seca, s'incorpora de nou una segona emulsió i abans d'assecar-se es va emplenant amb Shmattes, donant forma, afegint l'element humà a l'obra. Una vegada la tela està seca es cobreix amb una tercera capa d'aquesta emulsió i, aquesta vegada en fresc, amb un burí es dibuixen les formes desitjades. Es deixa assecar i després s'afegeix color incorporant llums. El problema radica en la rapidesa que exigeix l'execució en el dibuix, ja que no admet error ni rectificació. Igual que en la pintura al fresc, l'artista ha de tenir la idea molt clara per a executar l'obra, de manera que la intensitat del treball és enorme en concentració i precisió.